# Villa Kochmeister
Le villa Kochmeister (en hongrois : Kochmeister-villa) est un édifice situé dans le 2e arrondissement de Budapest.